# Villanueva de Cameros
Villanueva de Cameros – gmina w Hiszpanii, w prowincji La Rioja, w La Rioja, o powierzchni 18,44 km². W 2011 roku gmina liczyła 92 mieszkańców.